# Топливная промышленность
Топливно-энергетический комплекс (ТЭК) — это сложная система, включающая в себя совокупность производств, процессов, материальных устройств по добыче топливно-энергетических ресурсов (ТЭР), их преобразованию, транспортировке, распределению и потреблению как первичных, так и преобразованных видов энергоносителей.
В него входят:
- нефтяная промышленность;
- угольная промышленность;
- газовая промышленность;
- торфяная промышленность;
- атомная промышленность;
- электроэнергетика.

в России
Топливная промышленность является базой развития российской экономики, инструментом проведения внутренней и внешней политики. Топливная промышленность связана со всей промышленностью страны. 
На её развитие расходуется более 20 % денежных средств и приходится 30 % основных фондов.
Реализацию государственной политики в сфере топливной промышленности осуществляет Министерство энергетики Российской Федерации и подведомственные ему организации, в том числе и Российское энергетическое агентство.